# Torsten Peplow
Torsten Peplow (* 30. September 1966 in Stralsund) ist ein deutscher Fußballspieler und Trainer.

## Sportlicher Werdegang
Peplow startete seine Fußballkarriere 1973 bei BSG Motor Stralsund. Später wechselte er zum Lokalrivalen ASG Vorwärts. Im Stadion der Freundschaft bestritt er die Spielzeiten 1986/87 bis 1988/89 zweitklassigen Liga und folgte dann dem Angebot des F.C. Hansa Rostock für den Wechsel ins ostdeutsche Oberhaus. In Rostock spielte er ein halbes Jahr und kam zu drei Oberliga- sowie drei FDGB-Pokal-Einsätzen. Während er beim Erstrundenaus der Hansa-Elf im UEFA Cup in diesem Spieljahr nicht auflief, spielte er innerhalb der Sommervorbereitung in allen sechs Partien der 1989er-Ausgabe des Intertoto-Cup, in der DDR-Presse oft weiterhin als IFC bezeichnet, mit.
Anfang 1990 ging er gemeinsam mit Bernd Arnholdt und Dirk Grabow vom FC Hansa zum Lokalrivalen BSG Schiffahrt/Hafen Rostock, bei dem er auf Anhieb zum Stammpersonal gehörte. Nach anderthalb Jahren in dieser Mannschaft verließ Peplow seine Heimat und wechselte zur SpVg Aurich. Nach fünf Jahren Oberliga und einigen Verletzungen spielte er ab der Saison 1996/1997 vier Jahre als Libero beim SV Wittmund, den er nach zwei Jahren in der Reservemannschaft von der SpVg Aurich zwischen 2002 und 2009 auch als Trainer betreute. 2009 kehrte er in eben jener Funktion nach Aurich zurück.